# Schwarzach (Rheinmünster)

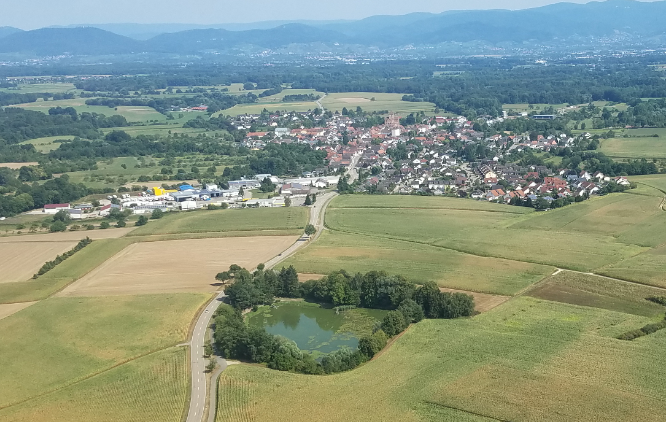
Luftaufnahme von Schwarzach von Westen aus

Schwarzach ist einer der größten Ortsteile der Gemeinde Rheinmünster. Schwarzach gehört zum Landkreis Rastatt und liegt in der Rheinebene.

## Geographie
Durch das Dorf fließt der Acherner Mühlbach.

## Geschichte
Der Ortsteil Schwarzach wurde 817 als Suarizaha erstmals urkundlich erwähnt, was so viel wie „schwarzes Wasser“ bedeutet, und war stark von der dortigen Benediktinerabtei geprägt. In der Mitte des 13. Jahrhunderts entstand eine eigene Pfarrei, zu der die Dörfer Hildmannsfeld, Greffern, Moos, der Weiler Kinzhurst und später auch Leiberstung gehörten. Nach Einführung der Reformation Mitte des 16. Jahrhunderts fiel auch Ulm in kirchliche Betreuung an Schwarzach.
Bis 1803 wurde das Kloster von den Benediktinermönchen bewohnt. Im Rahmen der Säkularisation übernahm der Markgraf Badens die Klosteranlage mit der Klosterkirche, weshalb sich diese heute im Besitz des Landes Baden-Württemberg befindet.
Am 1. Oktober 1974 fusionierte Schwarzach mit den drei weiteren Gemeinden Greffern, Söllingen und Stollhofen zur neuen Gemeinde Rheinmünster.

## Sehenswürdigkeiten

### Schwarzacher Münster
Die ehemalige Klosterkirche zählt zu den bedeutendsten romanischen Kirchen in Mittelbaden. Erbaut wurde sie zwischen 1150 und 1190. Nach einem verheerenden Großbrand wurde das Münster 1302 neu aufgebaut. 1969 wurde das Kircheninnere renoviert, damit sollten auch die romanischen Ursprünge neu herausstellt werden. Zu dem Münster gehört auch ein Klostergarten, der täglich besucht werden kann.

### Andere historische Gebäude
In Schwarzach sind noch viele historische Gebäude und auch Mauerreste erhalten, die unter Denkmalschutz stehen. Dazu gehören das ehemalige klösterliche Amtshaus, das Gasthaus Engel und das Beinhaus, welches Bestandteil des ehemaligen Kirchenhofs ist.

## Verkehr
Schwarzach war Knotenbahnhof der Mittelbadischen Eisenbahnen. Heute betreibt die SWEG dort einen Lokschuppen und ein Omnibusdepot.

## Persönlichkeiten
- Eugen Hugo Theodor Huhn (* 14. Juni 1818 in Schwarzach; † 23. Dezember 1877 in Metz), deutscher Historiker, Lexikograf und Publizist
- Martin Lutz (* 17. März 1833 in Schwarzach; † 3. Oktober 1913 in Mannheim-Feudenheim), Unternehmer
- Josef Harbrecht (* 22. Dezember 1884 in Schwarzach; † 22. Juni 1966 in Bühl), Politiker (Zentrum, BCSV, CDU)